# Moulès (Arles)
Pour les articles homonymes, voir Moulès.
Moulès [mu:lɛs] est un quartier de 1 384 habitants dépendant de la commune d'Arles (Bouches-du-Rhône) dont il est distant de 11 kilomètres. Il est situé dans la Crau, en bordure du territoire de Saint-Martin-de-Crau, près de Raphèle-lès-Arles. L'adjoint de quartier est Denis Bausch .

## Urbanisme
Le village de Moulès a conservé son plan urbain originel, avec peu de lotissements pavillonnaires. Autour de l'église et de la mairie, quelques rues s'agencent en bordure de la route départementale 83a (avenue des Grands-Platanes).

## Patrimoine
L'église Saint-Hippolyte-de-Crau a été la première église édifiée par Teucinde, la fondatrice de l'abbaye de Montmajour, au Xe siècle. Elle appartenait aux chanoines de Saint-Trophime. En 1237, elle est offerte par Jean Baussan, archevêque d'Arles, aux cisterciennes de Mollégès. Comme cette église se trouvait trop loin du bourg, les habitants demandent la construction d'un nouveau lieu de culte, qui sera consacré le 16 avril 1682, sous le vocable de Saint-Hilaire.
L'actuelle église Saint-Hilaire, construite par l'architecte arlésien Auguste Véran, a été inaugurée le 29 août 1841. Le clocher, lui, date de 1853. L'ensemble est aujourd'hui propriété de la ville d'Arles.